# Zhang Jike
Zhang Jike (chino simplificado: 张继科; chino tradicional: 張繼科; nacido el 16 de febrero de 1988) es un jugador chino de tenis de mesa. Llegó al primer puesto del ranking de la ITTF en junio de 2012 y conservó el lugar hasta diciembre del mismo año.
Zhang Jike es el campeón mundial 2013 y olímpico 2012 en la modalidad individual. Se convirtió en el cuarto jugador masculino en la historia en lograr esto; los otros tres son: Jan-Ove Waldner en 1992, Liu Guoliang en 1999 y Kong Linghui en 2000.
Ganó consecutivamente el Campeonato Mundial de Tenis de Mesa de 2011, la Copa del mundo de 2011, los Juegos Olímpicos de Londres 2012 y el Campeonato Mundial de Tenis de Mesa de 2013, siendo el único jugador que ha logrado esto.
Es reconocido por tener uno de los mejores golpes de revés del mundo, además de una gran agilidad, y gran juego a la vez defensivo y ofensivo.

## Equipamiento
Zhang Jike es un atleta patrocinado por la marca internacional Butterfly; utiliza una madera Viscaria FL, un hule rojo de revés Tenergy 64 y un hule negro de drive DHS Hurricane III.

## Palmarés

### En individuales
- Campeón Copa del mundo (2014).
- Campeón del Campeonato Mundial de Tenis de Mesa (2013).
- Campeón Juegos Olímpicos de Londres (2012).
- Campeón del Campeonato Mundial de Tenis de Mesa (2011).
- Campeón Copa del mundo (2011) y "runner-up" (2010).
- Campeón del abierto de China (2010).
- Campeón del abierto de Alemania (2011).
- Campeón del abierto de Korea (2012).
- Campeón del abierto de Eslovenia (2012).
- Campeón del abierto de Kuwait (2013).
- Campeón del abierto de Quatar (2010).
- Campeón del abierto de China (2011).
- Campeón del abierto de Austria (2011).

### En dobles
- Semifinalista del Campeonato Mundial de Tenis de Mesa (2009 y 2011).
- Campeón del abierto de Kuwait (2010).
- Campeón del abierto de Eslovenia, de Inglaterra, de la UAE, de Alemania y de China (2011).
- Campeón del Pro-Tour Grand Finals (2011).

### En dobles mixtos
- Finalista del Campeonato Mundial de Tenis de Mesa (2009).
- Campeón de los juegos de Asia (2010).
- Finalista del campeonato de Asia (2009).

## Filmografía

### Apariciones en programas
| Año  | Programa      | Notas                  |
| ---- | ------------- | ---------------------- |
| 2020 | Keep Running  | invitado               |
| 2019 | Back to Field | (ep. #4-5) - invitado  |
| 2016 | Happy Camp    | 2 episodios - invitado |